# M47 Patton

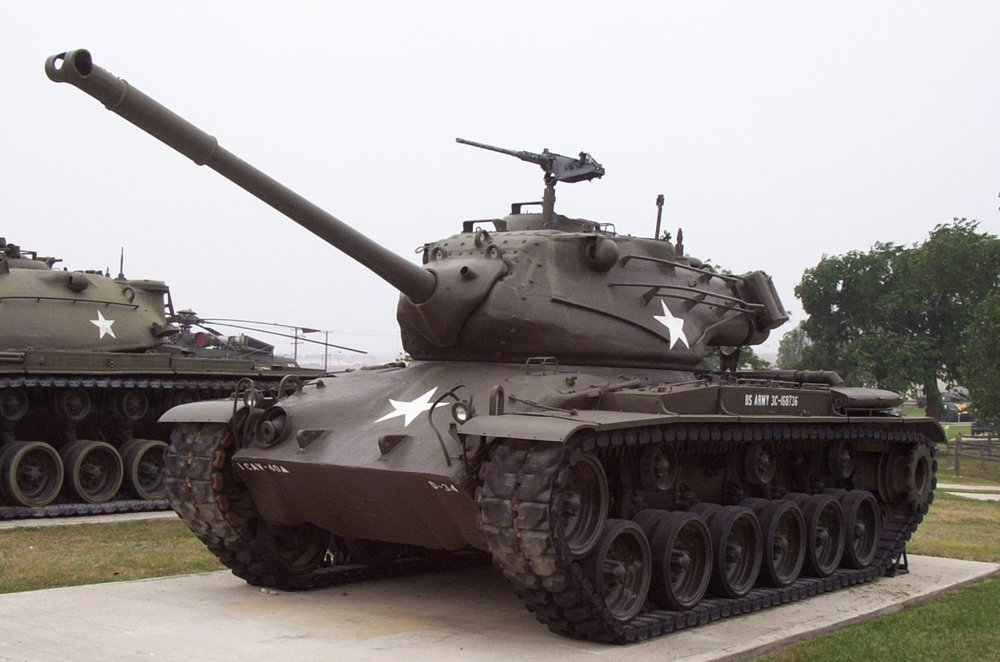
M47 Patton

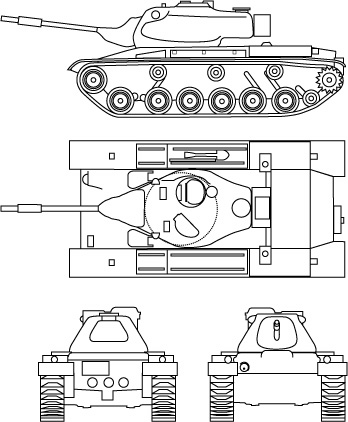

M47 Patton är den andra amerikanska stridsvagnen i serien namngiven efter general George S. Patton och var en vidareutveckling av M46 Patton.
Stridsvagnen producerades under åren 1951-1953 varefter den ersattes av vidareutvecklingen M48 Patton. M47 var den sista amerikanska stridsvagnen att ha bogkulspruta.